# Doxocopa clothilda
Doxocopa clothilda är en fjärilsart som beskrevs av Felder 1867. Doxocopa clothilda ingår i släktet Doxocopa och familjen praktfjärilar. Inga underarter finns listade i Catalogue of Life.